# Lee Van Cleef
Clarence Leroy Van Cleef Jr. (ur. 9 stycznia 1925 w Somerville w stanie New Jersey, zm. 16 grudnia 1989 w Oxnard w stanie Kalifornia) – amerykański aktor filmowy.
Najbardziej znany z ról w spaghetti westernach, m.in. w dwóch filmach trylogii dolarowej: Za kilka dolarów więcej oraz Dobry, zły i brzydki.

## Dzieciństwo i służba wojskowa
Jego rodzicami byli Marion Levinia (z domu Van Fleet) i Clarence LeRoy Van Cleef, oboje o holenderskich korzeniach. Podczas II wojny światowej służył w US Navy. Najpierw był w załodze ścigacza okrętów podwodnych, a później w trałowcu USS „Incredible”, na którym odpowiadał za funkcjonowanie sonaru. Za zasługi został odznaczony wieloma medalami: Brązową Gwiazdą, Medalem za Dobre Zachowanie, Medalem Kampanii Europy-Afryki-Bliskiego Wschodu, Medalem Kampanii Azji-Pacyfiku, Medalem Kampanii Amerykańskiej i Medalem Zwycięstwa w II Wojnie Światowej. W 1946 zakończył służbę w amerykańskiej marynarce. 

## Kariera
W wolnych chwilach grywał w niewielkich przedstawieniach. Jego talent sprawił, że został dostrzeżony przez Stanleya Kramera. Reżyser polecił go Fredowi Zinnemannowi i Van Cleef dostał małą rolę jako czarny charakter (Jack Colby) w filmie W samo południe. Po tym debiucie jego kariera zaczęła się rozwijać bardzo szybko, aż do poważnego wypadku samochodowego w 1959. Po tym zdarzeniu rozstał się z żoną, na jakiś czas oddalił się od aktorstwa, zaczął pracować jako dekorator wnętrz i wkrótce znów się ożenił. 
Jego ekranowa kariera znowu nabrała tempa po udziale w filmach wyreżyserowanych przez Sergio Leone pt. Za kilka dolarów więcej i Dobry, zły i brzydki. Stał się wówczas gwiazdą kolejnych, już mniej znanych spaghetti westernów, występując m.in. w filmach Śmierć jeździ konno, czy El Condor. Potem wrócił do Hollywood, ożenił się po raz trzeci i grał w różnych niskobudżetowych filmach akcji. Ostatnim głośnym filmem w jego karierze była Ucieczka z Nowego Jorku (1981) w reż. Johna Carpentera.

## Życie prywatne
W 1943 poślubił swoją przyjaciółkę Patsy Ruth Kahle, z którą miał później trójkę dzieci. W 1958 rozwiódł się z Patsy, a dwa lata później został mężem Joan Marjorie Drane. Jego trzecią żoną była Barbara Havelone, z którą ożenił się w 1976.
Zmarł 16 grudnia 1989 w wieku 64 lat na zawał serca. Został pochowany na Forest Lawn Memorial Park w Hollywood Hills.

## Wybrana filmografia
- W samo południe (1952) jako Jack Colby
- Arena (1953) jako Smitty
- Bestia z głębokości 20 000 sążni (1953) jako kapral Stone
- Wielki kartel (1955) jako Fante
- Opowieść o złym człowieku (1956) jako Fat Jones
- Zdobywca (1956) jako Chepei
- Gwiazda szeryfa (1957) jako Ed McGaffey
- Pojedynek w Corralu O.K. (1957) jako Ed Bailey
- Młode lwy (1958) jako sierżant Rickett
- Bravados (1958) jako Alfonso Parral
- Samotny jeździec (1959) jako Frank
- Jak zdobywano Dziki Zachód (1962) jako pirat rzeczny (epizod)
- Człowiek, który zabił Liberty Valance’a (1962) jako Reese
- Za kilka dolarów więcej (1965) jako płk. Douglas Mortimer
- Dobry, zły i brzydki (1966) jako Angel Eyes Sentenza „Zły”
- Colorado (1967) jako Jonathan Corbett
- Śmierć jeździ konno (1967) jako Ryan
- Dni gniewu (1967) jako Frank Talby
- Do diabła z prawem (1968) jako Billy Joe Cudlip
- Sabata (1969) jako Sabata
- El Condor (1970) jako Jaroo
- Powrót Sabaty (1971) jako Sabata
- Siedmiu wspaniałych nadjeżdża (1972) jako szeryf Chris Adams
- Krwawe pieniądze (1974) jako Dakota
- Diamante Lobo (1975) jako ojciec John (Lewis)
- Ośmiokąt (1980) jako McCarn
- Ucieczka z Nowego Jorku (1981) jako Bob Hauk
- Wyścig Cannonball III (1989) jako dziadek przeskakujący kamień